# フラックス (ゲーム)
フラックス（Fluxx）は、アメリカのカードゲーム。2人以上で遊ぶ。最大プレイヤー数は決まっていないが、6人程度に抑えるのが適当である（日本語版では6人を上限とする）。
出されたカードによってルールやゲームの目的自体が目まぐるしく変化する点に特徴がある。

## 概要
フラックスは、アンドリュー・ルーニー (Andrew Looney) が制作し、1996年に少数を発売した。そして、1998年にアイアン・クラウン・エンタープライズ社 (Iron Crown Enterprises) より、若干外見を変えた第2版が広く販売された。その後、制作者のルーニー自身の会社であるルーニー・ラボ (Looney Lab) より販売されるようになり、2002年よりカードの変更や追加がなされた第3版が販売されている。
日本でも、第3版の翻訳版が2005年にホビージャパンより発売された。

## 基本ルール
初めに手札を3枚持つ。
自分の番が来ると、まず山札からカードを1枚引いて、それから手札から1枚を選んでプレイ（使用）する。このように、時計回りで順番にプレイしていく。
場に置かれている「ゴールカード」（後述）に書かれた条件を誰かが満たした瞬間、そのプレイヤーが勝者となってゲームは終了する。
ただし、ゲーム開始直後の場にはゴールカードが置かれていない。誰かがゴールカードをプレイするまでは、誰も勝てないのである。
このゲームの最大の特徴は「途中でルールもゴールもころころ変わる」ことである。このため、誰も勝利条件を満たせずなかなかゲームが終わらないかと思えば、ある時プレイされたアイテムカードやゴールカードによってあっと言う間にゲームが終わってしまうことがある。

## カードの種類
- ルールカード（うち一枚は初期ルールカードであり、最初から場に置かれ、決して取り除かれない）

ルールを規定するカード。1ターンあたりのプレイ枚数が変化したり、ターン開始時にドローするカード枚数が増減したり、ターン中でないプレイヤーが持てる手札の枚数を制限することがある。またルールカードがプレイされたときはすべてのプレイヤーは直ちにそのルールに従わなければならない。例えば、手札枚数に制限がかかった場合、その時点で制限を超えた分のカードを捨てなければならない。
- アイテムカード

ゴール条件を満たすのに必要。これらのカードのみ自分の目の前に置く。ルールにより枚数が制限されることもある。そのときは、直ちに超過分を捨てなければならない。
- アクションカード

アイテムや手札を他プレイヤーから貰ったり、破棄カードから利用したり、既存のルールを破棄する(減らす)などといった様々なアクションが起こせる。
- ゴールカード

勝利条件を決める。例えば、ゴールカード「トースト」が場に置かれていると、「パン」と「トースターの」アイテムカード両方を場に出しているプレイヤーが勝利する。